# Lenkiewicz (herb szlachecki)
Lenkiewicz – polski herb szlachecki, odmiana herbu Pobóg.

## Opis herbu
Opis zgodnie z klasycznymi regułami blazonowania:
W polu podkowa, na której zaćwieczony krzyż kawalerski, pod nią dwie chorągwie kościelne (albo dwa trójzęby) o trzech rzędach, w pas. Klejnot: Trzy pióra strusie. Labry. Barwy herbu nieznane.

## Najwcześniejsze wzmianki
Autografy z 1640 i 1642 roku, przytaczane przez Dziadulewicza i Ostrowskiego.

## Herbowni
Jedna rodzina herbownych (herb własny):
Lenkiewicz. 
Inne rodziny Lenkiewiczów posługiwały się następującymi herbami: Kotwicz, Pobóg, Radwan.